# Вдовиченко, Галина Константиновна
Гали́на Константиновна Вдовиче́нко (род. 1959, Мурманская область, СССР) — украинская писательница и журналистка. Живёт во Львове, Украина.

## Биография
Родилась в семье военного в 1959 году на Кольском полуострове в Лапландии за Полярным кругом. В детстве вместе с семьей часто переезжала. Училась в школах Ивано-Франковска, Надворной, Равы-Русской, Москвы, часто бывала у бабушки с дедом в селе Отыния Коломыйского района Ивано-Франковской области, на родине отца. Окончила филологический факультет Львовского национального университета им. Ивана Франко.
До 2017 года работала заместителем главного редактора газеты «Высокий Замок».
Живёт во Львове. Двое детей.

## Творчество
Галина Вдовиченко дебютировала в 2008 году — романом «Пів’яблука» («Пол-яблока»), который вышел в издательстве «Нора-Друк» (Киев) и стал лидером продаж на стенде издательства во время работы Львовского Форума издателей-2008. Первый тираж книжки разошёлся на протяжении месяца.
Второй роман Галины Вдовиченко «Замок Гербуртів» («Замок Гербуртов») получил первую премию в номинации «романы» на конкурсе «Коронация слова — 2009», вышел в свет под названием «Тамдевін» в издательстве «Нора-Друк». На одном лишь Львовском Форуме издателей-2009 было продано 985 экземпляров романа «Тамдевін».
В 2010 году вышел роман «Хто такий Ігор?» («Кто такой Игорь?»), издательство «Нора-Друк».
В 2011 году в издательстве «Грані-Т» опубликована первая книжка Галины Вдовиченко для детей — повесть-сказка «Мишкові миші» («Мишкины мыши») с иллюстрациями художницы Анны Сарвиры.
В том же году в издательстве «Клуб сімейного дозвілля» (Харьков) вышел роман «Бора», а в издательстве «Фоліо» («Фолио», Харьков) — антология малой прозы «20 письменників сучасної України» («20 писателей современной Украины»), в которую вошёл рассказ «Брат».
2012 год: роман «Купальница» (издательство «Клуб семейного досуга») и участие в сборнике издательства «Фолио» «27 регионов Украины» (рассказ «Улица Дадугина — улица Довбуша» про Ивано-Франковщину).
2013 год: с выходом повести-сказки «Ліга непарних шкарпеток» («Лига непарных носков») в издательстве «Клуб сімейного дозвілля» основана украиноязычная серия книг для детей. Галина Вдовиченко и Лариса Денисенко стали составителями антологии «Жити-Пити. 40 градусів життя» ("Жить-Пить . 40 градусов жизни ") — сборника произведений современных украинских писателей об алкоголе, в которую вошёл рассказ «Окно» (изд- во «Клуб сімейного дозвілля») . В издательстве «Фолио» вышла в свет антология «Історія України очима письменників» («История Украины глазами писателей») (рассказ «Княгиня и огненная саламандра»). В конце 2013 года в издательстве «Клуб семейного досуга» одновременно вышли роман «Пів’яблука» («Пол-яблока») в новой авторской редакции и продолжение этого романа — «Інші пів’яблука» («Другие пол-яблока»). «Видавництво Старого Лева» выдало сборник «13 різдвяних історій» («13 рождественских историй»), среди которых — рассказ Г. Вдовиченко «Возвращение к Матросской тишине».
2014 год: в издательстве «Клуб сімейного дозвілля» вышел коллективный сборник рассказов «Ода до радості» («Ода к радости») (составитель Галина Вдовиченко), рассказ «Запах скошених кульбабок» («Запах скошенных одуванчиков»). Участие в антологии изд-ва «Фолио» «Украина-Европа» (отрывок «Пинзель в Париже») на укр. яз. В сборнике «Видавництва Старого Лева» «Друзі незрадливі» («Верные друзья») — рассказ «Умка, Умас, Умич». И участие в авторском проекте Оксаны Забужко «Літопис самовидців: дев’ять місяців українського спротиву» («Летопись очевидцев: девять месяцев украинского сопротивления»), составитель Татьяна Терен, изд-во «Комора».
2015 год: в издательстве «Видавництво Старого Лева» вышла повесть-сказка для детей «36 і 6 котів» («36 и 6 котов»); в издательстве «Клуб сімейного дозвілля» — коллективный сборник «Волонтери. Мобілізація добра» («Волонтеры. Мобилизация добра»), составитель Ирэна Карпа, в котором помещен рассказ «Госпіталь. Розвантажувальні дні» («Госпиталь. Разгрузочные дни»). В этом же издательстве вышел в свет авторский сборник: роман «Тамдевін» (новое издание) плюс «Вовчі історії замку Гербуртів», а на Форуме издателей-2015 Клуб сімейного дозвілля презентовал роман «Маріупольський процес». Участие в коллективном сборнике «Маслини на десерт» (издательство Folio, серія «Добрі історії») — рассказ "Никифор та інші чоловіки у грі «Вірю-не вірю». Участие в сборнике «Львів. Кава. Любов» (КСД).
2016 год: книжка для маленьких «Засинай. Прокидайся» («Видавництво Старого Лева»). Участие в коллективном сборнике «Аеропорти і…» (КМ БУКС, серия «Дорожні історії»). Выход сборника рассказов «Ось відкрита долоня» («Клуб сімейного дозвілля»).
2017 год: продолжение повести-сказки для детей «36 и 6 котов» под названием "36 и 6 котов-детективов («Видавництво Старого Лева»). Выход книжки «Мишкові Миші з продовженням» — повесть для детей «Мишкові Миші» и её продолжение — «Зірковий час Мишкових Мишей», иллюстрации Инны Черняк («Видавництво Старого Лева»). Участие в «Хрестоматії сучасної української дитячої літератури для читання в 3, 4 класах», серия «Шкільна бібліотека» («Видавництво Старого Лева») — отрывок «Найдовші вуса» из книжки «36 і 6 котів». Участие в сборниках «Львів — місто натхнення. Література» («Видавництво Старого Лева») и «То є Львів. Колекція міських історій» («Видавництво Старого Лева»). Составитель коллективного сборника «Зелене яблуко, срібні мечі» — дорожные истории Добромыльского края (ЛА «Піраміда»).
2018 год: книжка для детей «Сова, яка хотіла стати жайворонком», художественное оформление Христины Лукащук (видавництво «Чорні вівці» — «Книги-ХХІ»), книжка для детей «Чорна-чорна курка», рисунки Наталки Гайды («Видавництво Старого Лева»), участие в сборниках малой прозы «Це зробила вона» («Видавництво»), «Лялька» («Видавництво Старого Лева») и «19 різдвяних історій» («Видавництво Старого Лева»).

### Романы и повести
- Пів’яблука (Нора-Друк — 2008) — роман
- Тамдевін (Нора-Друк — 2009) — роман
- Хто такий Ігор? (Нора Друк — 2010) — роман
- Мишкові миші (Грані-Т — 2011) — повесть-сказка для детей
- Бора (Клуб сімейного дозвілля — 2011) — роман
- Купальниця (Клуб сімейного дозвілля — 2012) — роман
- Ліга непарних шкарпеток (Клуб сімейного дозвілля — 2013) — повесть-сказка для детей
- Пів’яблука (в новой авторской редакции, Клуб сімейного дозвілля — 2013) — роман
- Інші пів’яблука (Клуб сімейного дозвілля — 2013) — роман
- 36 и 6 котов (Видавництво Старого Лева — 2015) — повесть-сказка для детей
- Тамдевін, Вовчі історії замку Гербуртів (Клуб сімейного дозвілля — 2015) — сборник: роман и рассказы
- Маріупольський процес (Клуб сімейного дозвілля — 2015) — роман
- Засинай. Прокидайся (Видавництво Старого Лева — 2016) — истории для детей
- Ось відкрита долоня (Клуб сімейного дозвілля — 2016) — сборник рассказов
- 36 и 6 котов-детективов (Видавництво Старого Лева — 2017) — повесть для детей
- Мишкові Миші з продовженням: Мишкові Миші та Зірковий час Мишкових Мишей (Видавництво Старого Лева — 2017) — повести для детей
- Сова, яка хотіла стати жайворонком (Чорні вівці — Книги-ХХІ — 2018) — повесть для детей
- Чорна-чорна курка (Видавництво Старого Лева — 2018) — повесть для детей

### Антологии
- «20 письменників сучасної України» (рассказ «Брат») — Фоліо-2011
- «27 регіонів України» (рассказ «Вулиця Дадугіна — вулиця Довбуша») — Фоліо-2012
- «Історія України очима письменників» (рассказ «Княгиня та вогняна саламандра») — Фоліо-2013
- «Жити-Пити. 40 градусів життя» (рассказ «Вікно») — Клуб сімейного дозвілля-2013
- «13 різдвяних історій» (рассказ «Повернення до Матроської тиші») — Видавництво Старого Лева-2013
- «Україна-Європа» (отрывок «Пінзель у Парижі») — Фоліо-2014
- «Ода до радості» (рассказ «Запах скошених кульбабок») — Клуб сімейного дозвілля-2014
- «Друзі незрадливі» (рассказ «Умка, Умас, Умич») — Видавництво Старого Лева-2014
- «Літопис самовидців: дев’ять місяців українського спротиву» («Хтось на Майдані та на Грушевського…») — Комора-2014
- «Волонтери. Мобілізація добра» (рассказ «Госпіталь. Розвантажувальні дні») — Клуб сімейного дозвілля-2015
- «Маслини на десерт» (оповідання "Никифор та інші чоловіки у грі «Вірю-не вірю») — Фоліо-2015
- «Львів. Кава. Любов» — Клуб сімейного дозвілля-2015
- «Аеропорт і…» — КМ БУКС, серия «Дорожні історії»-2016
- "Хрестоматія сучасної української дитячої літератури для читання в 3, 4 класах, серія «Шкілька бібліотека» (отрывок из повести «36 і 6 котів» — «Найдовші вуса») — Видавництво Старого Лева, 2017)
- «Львів — місто натхнення. Література» («Де живе сестра Роберта Кері») — «Видавництво Старого Лева», 2017
- «То є Львів. Колекція міських історій» («Колесса і вишні від Франка») — «Видавництво Старого Лева», 2017
- «Зелене яблуко, срібні мечі», подорожні оповідання та есе після мандрівок Добромильським краєм («Звідки ті сходи») — ЛА «Піраміда», 2017
- «Це зробила вона» («Соломія Крушельницька») — видавництво «Видавництво», 2018
- «Лялька. Оповідання про дитинство» («Начебто про ведмедика») — «Видавництво Старого Лева», 2018
- «19 різдвяних історій» («Лорд, вівсянка і любов») — «Видавництво Старого Лева», 2018

## Награды
- Специальная награда конкурса «Коронація слова-2008» — «Выбор издателей» («Вибір видавців», первая в истории конкурса) — за роман «Пів’яблука».
- Диплом «Дебют 2008 года» в номинации «Лучший автор» от книготорговой сети ЕМПИК.
- 2-е место в конкурсе «Лучшая украинская книга-2009» по версии читателей и жюри еженедельника «Корреспондент» (роман «Пів’яблука»).
- Роман «Замок Гербуртів» («Тамдевін») получил 1-ю премию в номинации «романы» во Всеукраинском конкурсе романов, пьес и киносценариев «Коронація слова» — 2009.
- Первое место в номинации «Оригинально оформленное и проиллюстрированное издание» на Международном детском фестивале во Львове (май 2011), награда «Книжкового Левеня» (казкова повість «Мишкові миші»).
- 2-е место в номинации «Світ дитинства» и 3-е место в номинации «Мистецтво друку» («Искусство печати») в национальном конкурсе «Краща книга України» («Лучшая книга Украины») в 2011 году, основатель — Госкомтелерадио Украины (повесть-сказка «Мишкові миші»).
- Шот-лист литературного конкурса «Книга года ВВС Ukrainian-2011». Роман «Бора» — в пятерке финалистов.
- «Ліга непарних шкарпеток» («Лига непарных носков» — в пятерке финалистов конкурса «Детская Книга года ВВС Ukrainian-2013».
- В конкурсе «Гранд Коронація слова-2015» в номинации «гранд роман» победил роман «Маріупольський процес».
- на Книжном Арсенале в Киеве в апреле 2016 года детское жюри конкурса «Волохатий олівець» отметило повесть «36 і 6 котів» наградой «Лиса ручка» — «за самую смешную книжку года».
- 2017 — «Золотий письменник України»